# Kronrådet

Kronrådets vapen, krönt med S:t Edvards krona.

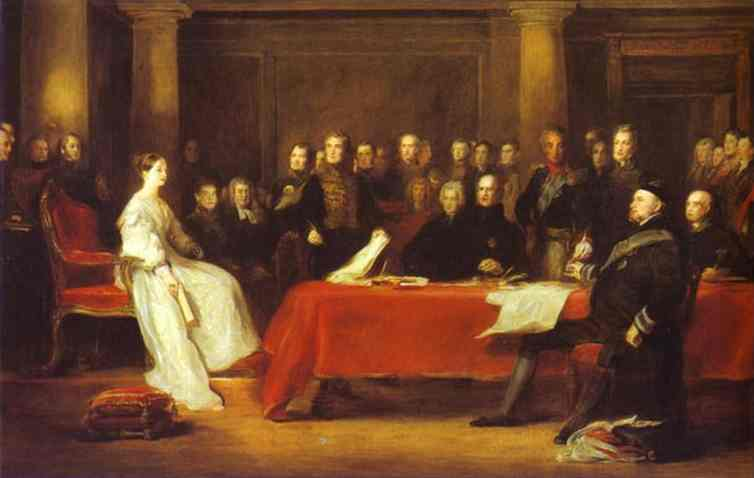
Drottning Viktoria hade sitt första möte med kronrådet samma dag som hon blev drottning 1837. År 1861, efter prins Alberts död, började hon stå upp under sammanträdena för att hålla dem korta, eftersom övriga närvarande därmed också måste göra det.

Kronrådet, även på svenska översatt till hemliga rådet, (engelska: His Majesty’s Most Honourable Privy Council, vanligen förkortat Privy Council eller refererat till som King in-Council för beslut som fattats i kungens närvaro) är ett statsrättsligt organ i Storbritannien som formellt är underställt den brittiska monarken, men som i praktiken är en formell instans för regeringen att kunna genomföra vissa beslut och sekundärlagstiftning.
Under medeltiden och renässansen var Kronrådet det högsta lagstiftande regeringsorganet, men har sedan utvecklats till att övervägande ha ceremoniella funktioner och för kvarstoden av regeringsärenden som inte aktivt tilldelats andra organ genom lag eller beslut i Kronrådet.
Kabinettet är rent formellt fortfarande ett utskott inom kronrådet.
Kronrådet har flera utskott, bland annat finns en rättslig kommitté (Judicial Committee of the Privy Council), som fungerar som en appellationsdomstol, bland annat för ärenden som överklagats dit från mindre länder inom det Brittiska samväldet utan en inhemsk högsta domstol.

## Funktion
Rådet, som domineras av regeringen och tyngre politiker från oppositionspartierna, har som huvudsaklig uppgift att formellt godkänna vissa regeringsbeslut och utnämningar som regeringen (kabinettet) redan beslutat om eller förberett. Beslut som måste fattas i kronrådet är sådant som rör det kungliga prerogativet. Rådet används ibland av regeringen och premiärministern för att fatta administrativa beslut utan att behöva konsultera parlamentet (utan att behöva stifta lag och istället använda sig av det kungliga prerogativet), så rådet kan alltså i vissa situationer användas för att undvika en utdragen debatt i parlamentet.
Övriga regeringsbeslut kan fattas genom ministerstyre (t.ex. utnämningar av ämbetsmän som inte är domare etc.), då monarken och kronrådet inte behöver delta i besluten.
Ett exempel på ett beslut som fattats i kronrådet är vilka titlar frånskilda, före detta medlemmar av kungahuset skulle få behålla i samband med prinsessan Dianas och prins Charles skilsmässa. Även kungliga äktenskap godkänns där.
Kronrådet har även administrativa sysslor som inte kräver monarkens medverkan, till exempel förser det dokumenten med vaxavgjutningar av det stora sigillet när beslut har fattats i laga ordning, ordnar handlingarnas registrering och arkivering, samt handhar även till exempel registrering av vilka som i enlighet med tillämpligt kungligt brev har rätt till ärftlig pärsvärdighet, baronetskap och till heraldiska vapen med mera.
Slutligen är det rådets uppgift att formellt proklamera när ett tronskifte har ägt rum.

### Medlemskap
Medlemmarna av kronrådet betecknas kollektivt som The Lords of His Majesty's Most Honourable Privy Council, och de enskilda medlemmarna kallas Privy Counsellor, förkortat P.C. Medlemmar av kronrådet tituleras The Right Honourable (alltså alltid kabinettsmedlemmar), medan till exempel underhusledamöter som inte ingår i rådet bara tituleras The Honourable. 
Rådets högste ämbetsman kallas Lordpresident, som är ett av de högsta statsämbetena (Great Officer of State), och vars innehavare numera alltid är en medlem i regeringskabinettet. Vanligtvis innehar Lordpresidenten något annat ämbete, vilket varierat från regering till regering, men har ibland varit biträdande premiärminister, ledare för parlamentets under- eller överhus.
Monarken kan i princip utse vem som helst till medlem i kronrådet, men i praktiken utses de på regeringens inrådan.
Antalet medlemmar i rådet är inte fastställt; på Henrik VIII:s tid var de 40, men under senare år har de varit cirka 550. Merparten av dem är ledande politiker från de stora politiska partierna i parlamentet, men även bland annat högre domare och Engelska kyrkans tre främsta biskopar ingår i rådet och ofta en medlem av kungahuset (förutom regenten själv). Prins Philip ingick i kronrådet från det att han gifte sig med dåvarande prinsessan Elizabeth 1947 och fram till sin död 2021, och är därmed den som tjänstgjort i rådet längst tid. Att rådet har så många medlemmar beror på att de utnämns på livstid, varför en stor mängd av dem är pensionerade politiker och domare.

### Sammanträden
Kronrådets beslut fattas i närvaro av monarken, vanligen på Buckingham Palace med alla närvarande stående, och det sker muntligt genom att monarken uttalar ordet "approved" (bifalles), vilket i praktiken alltid sker. För att beslut ska kunna fattas krävs att minst tre medlemmar av kronrådet är på plats, vanligen sittande medlemmar av kabinettet. 
Beslut registreras sedan skriftligen i kronrådets loggbok och ärendenas dokument förses med stora rikssigillet, som bevis på att beslut har fattats i kronrådet. Ett särfall utgör utnämningen av sheriffer, som kallas pricking. Då väljer monarken en av tre föreslagna personer med en knappnål av silver som trycks igenom dokumentet vid en av de föreslagna personerna på dokumentet (som i praktiken alltid blir den person kabinettet vill utnämna, övriga blir dess vikarier).
Seden att monarken vanligtvis står upp under sammanträdena, vilket betyder att också övriga ledamöter måste göra det, har varit i bruk sedan år 1861, det vill säga sedan drottning Viktorias dagar. Detta gör att sammanträdena blir korta.
Bara vid två tillfällen samlas hela rådet: efter att ett tronskifte har ägt rum när en ny monark ska bekräftas och när en regerande monark ska gifta sig.
Vid de normala, månatliga sammanträdena infinner sig bara en handfull ledamöter och monarken eller ibland två andra medlemmar av kungahuset. När två berättigade kungahusmedlemmar vikarierar tillsammans i monarkens frånvaro kallas de då enligt lagar om styrelse vid monarkens frånvaro för Counsellors of State (statsråd).

#### Tystnadsplikt
Även om kronrådet idag har mest ceremoniella uppgifter och medlemskap däri antingen är en hedersbetygelse eller något som automatiskt medföljer vissa ämbeten, så är rådets tystnadsed (Privy Council terms) något som används för viktiga informella möten, eftersom alla ledamöter är bundna av absolut tystnadsplikt om vad som diskuteras i egenskap av ledamot.
Till exempel möjliggör det för regeringen att kunna delge de andra partiernas ledare hemlig information som rör rikets säkerhet; ett exempel var när premiärminister Tony Blair under ett sådant möte underrättade Konservativa partiets ledare Iain Duncan Smith och Liberaldemokraternas ledare Charles Kennedy om de bevis regeringen ansåg sig ha funnit för att Irak skulle besitta massförstörelsevapen. Det är alltså något som påminner om den svenska Utrikesnämnden och dess föregångare Hemliga utskottet/Sekreta utskottet.

### Tronskifte
Då ett tronskifte har ägt rum så sammankallas samtliga kronrådets ledamöter av lordpresidenten till ett Accession Council i Saint James's Palace. Sammanträdet som äger rum inom 2-3 dagar från tronskiftet består av två delar.
I den första delen som formellt bekräftar att tronskiftet har ägt rum och vem som enligt tronföljden är ny kung eller regerande drottning, så deltar inte monarken. De ledamöter av kronrådet som är där undertecknar en proklamation.
I den andra delen så ska monarken muntligen och skriftligen ge högtidlig ed att bevara Skotska kyrkans självständighet, i enlighet med Unionsakterna (1707).
Efter sammanträdets slut så läses en proklamation upp av härolden Garter King of Arms på borggården av Saint James's Palace.

## Kunglig sanktion
Monarkens sanktion av lagar sker däremot inte i kronrådet utan genom en särskild ceremoni i parlamentets överhus som kallas för Royal Assent. Det skedde förr i monarkens närvaro i denna kammare, men numera sker det alltid i närvaro av representanter som utnämns i ett särskilt kungligt brev (letters patent), som signeras av monarken och som legitimerar dessa att godkänna lagar. Sedan 1960-talet finns dock en lagbestämmelse som gör att monarken kan godkänna lagar omedelbart genom att signera dem. Detta för att underhusets debatter inte ska avbrytas av denna tidsödande ceremoni, som dock fortfarande sker i slutet av parlamentets session, på sessionens avslutande dag, för de lagar som blivit över och som ännu inte signerats av monarken.

## Rättsliga kommittén
Kronrådets rättsliga kommitté är även remissinstans i frågor som rör det Brittiska samväldet och fungerar som högsta domstol (genom den judiciella kommittén) för vissa länder i Samväldet, dit till exempel dödsdömda kan överklaga.

## Motsvarigheter i andrasamväldesriken
Liknande organ finns i tidigare brittiska dominier med Westminstermodellen, som Australien och Kanada. 
- I Australien kallas det för federala verkställande rådet och i vilket Australiens generalguvernör utför monarkens roll.[5]
- I Kanada kallas det liksom i moderlandet också för Privy Council (formellt: King's Privy Council for Canada), i vilket Kanadas generalguvernör fattar formella beslut på inrådan av sin ministär.[6]

## Jämför med
- Förbundsrådet (Schweiz)
- Geheimeråd
- Konselj
- Riksråd
- Statsråd